# Psychoda pusilla
Psychoda pusilla és una espècie d'insecte dípter pertanyent a la família dels psicòdids que es troba a Europa (Bèlgica, els Països Baixos, Lituània, Noruega, Polònia, Àustria i Itàlia) i la Neàrtica (entre d'altres, Michigan, Nova York, Washington, Texas).